# Kim Bo-ram
Kim Bo-Ram, född 9 april 1973, är en sydkoreansk idrottare som vid olympiska sommarspelen 1996 i Atlanta tävlade i bågskytte. Han var med i det lag som tog guld i herrarnas lagdisciplin. De andra två i laget var Jang Yong-Ho och Oh Kyo-Moon.